# Marie-Pierre Palayer
Marie-Pierre Palayer (aujourd'hui épouse Lescoeur), née le 11 novembre 1950, est une pilote automobile lyonnaise de rallyes, rallye-raid, et sur circuits.

## Biographie
Elle a été pilote officielle des teams BMW France (jusqu'en 1969), Porsche Sonauto BP (1970), et Aseptogyl du grenoblois Robert Neyret (1971 -dès sa création- à 1973, sur Alpine A110 S puis Peugeot 504).
Sa carrière en compétition automobile s'arrête après le Nice-Abidjan-Nice (alors au volant d'un camion UNIC IVECO, compétition précurseur en France du rallye Paris-Dakar).

## Palmarès

### Pilote
- Vice-championne de France des rallyes en 1970 sur Porsche ;
- Coupes de Paris (A.G.A.C.I. 300) à Montlhéry: 1969 (Groupes 1 et 5 -Touring et Spécial Touring-, sur BMW 2002Ti);
- Vainqueur Rallye Paris - Saint-Raphaël Féminin: 1970 (copilote Colette Perrier, sur Porsche 911 S);
- Coupe des Dames  du Tour de France automobile: 1970 (copilote Ginette Derolland, sur Porsche 911 S (15e au classement général);
  - 5e du rallye de Genève: 1971, sur Alpine A110 S;

### Copilote
- 8e du rallye Bandama-Côte d'Ivoire: 1973 (pilote Claudine Trautmann, sur Peugeot 504);
- 10e du rallye du Maroc (WRC): 1973 (pilote Claudine Trautmann), sur Peugeot 504).